# Cougars
"Cougars" é o sétimo episódio da segunda temporada da série de televisão de comédia de situação norte-americana 30 Rock, e o 28.° da série em geral. Teve o seu enredo escrito pelo co-produtor executivo John Riggi e foi realizado por Michael Engler. A sua transmissão original nos Estados Unidos ocorreu na noite de 29 de Novembro de 2007 através da rede de televisão National Broadcasting Company (NBC). Dentre as estrelas convidadas estão inclusas Laura Berrios, Kevin Brown, Grizz Chapman, Val Emmich, Ian Hyland, John Lutz e Maulik Pancholy.
No episódio, a argumentista-chefe Liz Lemon (interpretada por Tina Fey) vai a um encontro Jamie (Emmich), um jovem entregador de café de vinte anos de idade. O encontro torna-se estranho devido à diferença de dezassete anos de idade entre eles, um sentimento que aumenta após Liz ser apresentada à mãe de Jamie (Berrios). Entretanto, o argumentista Frank Rossitano (Judah Friedlander) desenvolve uma paixão homossexual por Jamie, enquanto Jenna Maroney (Jane Krakowski) decide também arranjar um namorado jovem para si mesma. Em outros lugares, o executivo Jack Donaghy (Alec Baldwin) ajuda Tracy Jordan (Tracy Morgan) a treinar uma equipa de Little League Baseball.
Em geral, "Cougars" foi recebido com opiniões favoráveis pela crítica especialista em televisão do horário nobre. De acordo com os dados publicados pelo serviço de mediação de audiências Nielsen Ratings, o episódio foi assistido por 5,98 milhões de telespectadores durante a sua transmissão original, e foi-lhe atribuída a classificação de 2,5 e seis de share no perfil demográfico dos telespectadores entre os dezoito aos 49 anos de idade.

## Produção
"Cougars" é o sétimo episódio da segunda temporada de 30 Rock. O seu enredo foi escrito pelo co-produtor executivo John Riggi, com realização por Michael Engler, tornando-se no quarto crédito de Riggi no argumento de um episódio e no quinto de Engler na realização. A maior parte do material de "Cougars" foi filmada a 5 de Outubro de 2007 nos Estúdios Silvercup em Long Island City. Embora os nomes dos actores Scott Adsit, Keith Powell e Lonny Ross — respectivos intérpretes das personagens Pete Hornberger, James "Toofer" Spurlock e osh Girard — tenham sido creditados durante a sequência de créditos finais, eles não participaram de "Cougars".

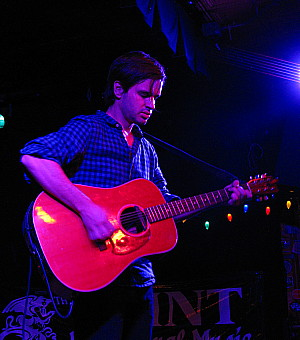
Val Emmich fez uma participação especial em "Cougars".

O título do episódio é uma gíria norte-americana usada para descrever "mulheres mais velhas que se relacionam com homens mais jovens." Em "Cougars", Jenna considera-se uma cougar, assim como a Liz, porque as duas tiveram encontros amorosos com homens mais jovens. O actor convidado Val Emmich, que participou do episódio como o jovem Jamie, revelou que inicialmente estava "intimidado por [Tina Fey] mais do que alguém com quem [já] contracenei." Quando questionado se trabalhar com Fey em 30 Rock havia lhe ensinado alguma coisa, Emmich respondeu que aprendeu "que pessoas normais podem estar neste negócio," descrevendo a actriz Fey como "espirituosa, inteligente [e] sensual." Outra participação especial do episódio foi a de Greg Scarnici, antigo coordenador de enredo e também produtor do programa de televisão humorístico Saturday Night Live (SNL). Vários outros membros da equipa e elenco do SNL já fizeram uma participação em 30 Rock, incluindo Molly Shannon, Siobhan Fallon Hogan, Jason Sudeikis, Rachel Dratch,  Andy Samberg, Chris Parnell, Fred Armisen, Kristen Wiig, Will Forte, Horatio Sanz, e Jan Hooks. Ambos Tina Fey e Tracy Morgan fizeram parte do elenco principal do SNL, com Fey sendo a argumentista-chefe do programa entre 1999 e 2006. O actor Alec Baldwin também apresentou o Saturday Night Live por dezassete vezes, o maior número de episódios por qualquer personalidade.
O actor e comediante Judah Friedlander, intérprete da personagem Frank Rossitano em 30 Rock, é conhecido pelos seus bonés de camioneiro de marca registada que usa dentro e fora da personagem Frank. Os chapéus normalmente apresentam palavras ou frases curtas estampadas neles. Friedlander afirmou que ele próprio é quem faz os acessórios. Revelou também que "alguns deles são brincadeiras íntimas, e alguns são simplesmente piadas." A ideia veio do persona de Friedlander nas suas apresentações de comédia stand-up, nas quais os objectos de adorno estão todos estampados com a escrita "campeão mundial" em línguas e aparências diferentes. Neste episódio, Frank usa bonés que leem "Olé", "Power Tool", "Beef", "Got it", "Handy Man", "Right Boot", e "Burrito."

## Enredo
Liz Lemon (Tina Fey) desenvolve uma paixoneta por Jamie (Val Emmich), o novo entregador de café de vinte anos de idade e, após alguma hesitação inicial, ela concorda em ir a um encontro com ele. Contudo, antes do encontro, ela fica nervosa e ansiosa, mas acaba sendo incentivada por Jenna Maroney (Jane Krakowski) a seguir em frente. Liz concorda e acaba saindo com Jamie, concordando até em ir a um segundo encontro com ele. Jenna, por sua vez, também decide marcar um encontro com um rapaz mais jovem chamado Aidan (Ian Hyland), um caloiro na Universidade de Nova Iorque. Após conhecer Jamie, o argumentista Frank Rossitano (Judah Friedlander) começa a questionar a sua própria orientação sexual quando apercebe-se que tem uma queda por ele, chegando ao ponto de criar uma rivalidade com Liz para que possa tentar ir a um encontro com o jovem. Todavia, todos estes acontecimentos acabam não tendo sucesso: antes de marcar um segundo encontro com Jamie, Liz vai ao apartamento dele e descobre que o jovem ainda mora com a sua mãe, que é muito parecida com Liz; Jenna acaba rompendo o relacionamento quando Aidan começa a irritá-la com o seu uso constante de sapatilhas com rodas, jogos de vídeo portáteis e por lhe tratar como se fosse sua mãe; enquanto Frank apercebe-se que o único homem por quem se sente-se atraído é Jamie, e compreende que não é de facto homossexual.
Em outros lugares, Tracy Jordan (Tracy Morgan) é condenado a prestar serviço comunitário treinando a equipa de Little League Baseball de Knucle Beach, aparentemente "o pior bairro de Nova Iorque." Na esperança de inspirar a equipa, Jack Donaghy (Alec Baldwin) concorda em ajudá-lo doando uniformes em nome da Companhia Sheinhardt-Wig, a empresa-mãe fictícia da NBC. Todavia, Jack substitui Tracy pelo estagiário Kenneth Parcell (Jack McBrayer) após notar que mesmo com a inspiração motivacional de ambos Jack e Tracy, a equipa continua a falhar, levando com que a mesma se revolte. Então, de modo a retaliar, Jack faz uma coligação com Tracy e substitui todos os membros da equipa por Warrien "Grizz" Griswold (Grizz Chapman) e Walter "Dot Com" Slattery (Kevin Brown), ambos membros da comitiva de Tracy.

## Transmissão e repercussão
Nos Estados Unidos, "Cougars" foi transmitido originalmente na noite de 29 de Novembro de 2007 através da NBC, como o 28.° episódio de 30 Rock. Durante os intervalos comerciais, publicidades promocionais da American Express foram sendo exibidas, nas quais  trinta membros do elenco da série interpretavam as suas respectivas personagens. Estas publicidades, cujo conteúdo consistia em uma oferenda de presentes de Natal de "Rodney Oculto" por Kenneth às demais outras personagens, foram emitidas com o fim de impedir que os telespectadores a assistirem ao episódio com gravadores de vídeo digitais de avançarem os intervalos comerciais.

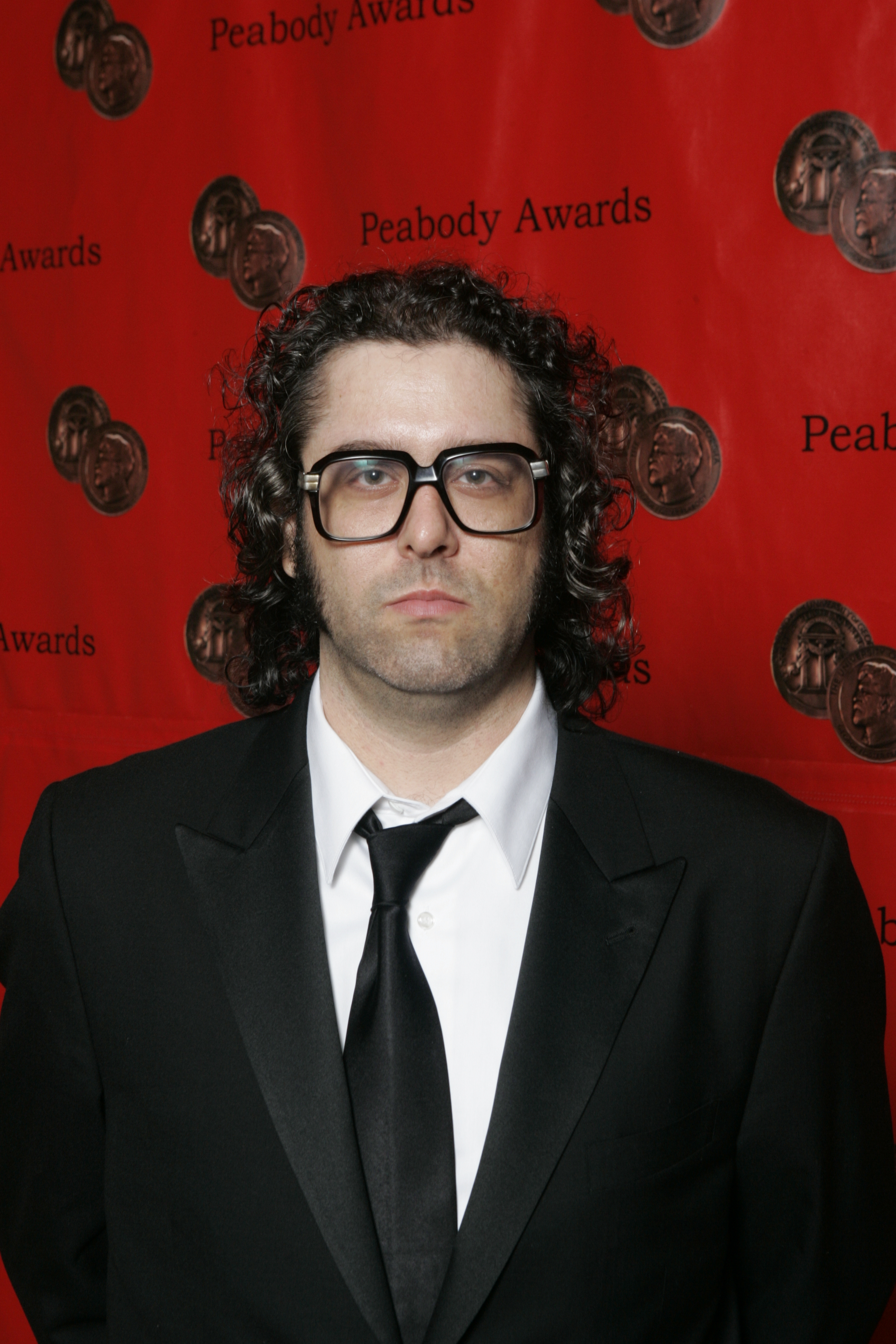
"Cougars" foi elogiado por incluir uma participação maior do actor Judah Friedlander.

Na sua transmissão original norte-americana, de acordo com as estatísticas reveladas pelo serviço de mediação de audiências Nielsen Ratings, "Cougars" foi assistido em uma média de 5,98 milhões de domicílios e foi-lhe atribuída a classificação de 2,5 e seis de share no perfil demográfico dos telespectadores entre os dezoito aos 49 anos de idade. O 2,5 refere-se a 2,5 por cento de todas as pessoas entre os dezoito aos 49 anos de idade nos EUA, e os seis refere-se a seis por cento de todas as pessoas de dezoito a 49 anos de idades assistindo televisão no momento da transmissão. Por outro lado, no perfil demográfico dos telespectadores masculinos entre os dezoito aos 34 anos de idade, 30 Rock foi o programa mais assistido de todas as outras transmissões de televisão a decorrerem no mesmo horário de emissão. Em comparação, a competição Survivor: China foi assistida por 13,83 milhões de telespectadores, uma repetição de Ugly Betty foi vista por 6,54 milhões de telespectadores, e Are You Smarter Than A 5th Grader? foi assistido por 9,03 milhões de telespectadores.
| Críticas profissionais | Críticas profissionais |
| Avaliações da crítica  | Avaliações da crítica  |
| Fonte                  | Avaliação              |
| ---------------------- | ---------------------- |
| A.V. Club              | A                      |
| AfterElton.com         | (positiva)             |
| AOL                    | (positiva)             |
| Entertainment Weekly   | (positiva)             |
| IGN                    | 8,0/10                 |
| TV Guide               | (positiva)             |

Na sua análise para a coluna televisiva TV Squad do portal AOL, o repórter Bob Sassone achou que o melhor enredo foi o de Tracy e Jack por causa das "metáforas de Bush/Iraque e a oportunidade de ver Alec Baldwin vestido como General MacArthur parado perante uma placa de 'Diversão Cumprida'." "Eu também gosto da mistura de episódios que é feita neste seriado. Seria um erro se todos os episódios fossem sobre problemas da rede de televisão ou sobre o que se passa no TGS with Tracy Jordan. É necessário ter episódios que têm nada a ver com o programa dentro do programa, e o 'ep' da noite fez isso, até teve dois enredos fora da NBC... Eu simplesmente desejo que alguns dos actores de apoio, como Scott Adsit e Keith Powell, apareçam mais," escreveu Sassone. Entretanto, para Robert Canning, do portal britânico IGN, o melhor enredo foi o centrado em torno de Liz e Jamie. O crítico de televisão Matt Webb Mitovich, da revista de entretenimento TV Guide, escreveu que este episódio "teve muitas frases divertidas" que o colocaram "a rir, rir e 'LOLar' como um tolo," comentando que o tópico de cougars "foi muito divertido porque Liz é melhor quando sente-se estranha." Michael Jensen, resenhista da página LGBT AfterElton.com, "adorou a mensagem, a coisa homossexual e a falta de preconceito" na trama da paixoneta homossexual de Frank por Jamie, mas condenou Friedlander por não conseguir interpretar um homem homossexual. Por outro lado, Jeff Labrecque, para o periódico nova-iorquino Entertainment Weekly, comparou a interação entre Frank e Jamie com a relação entre as personagens Michael Scott (Steve Carell) e Ryan Howard (B. J. Novak) do seriado The Office. Além disso, viu o relacionamento de Jenna "com o adolescente usuário de sapatilhas com rodas e bebedor de refrigerante" como extremamente hilariante.